# Daewoo Nubira
Daewoo Nubira var en bilmodel fra det sydkoreanske bilmærke GM Daewoo introduceret i 1997. Navnet Nubira er koreansk og betyder "at køre verden rundt". I dag bygges modellen kun af GM Koreas vietnamesiske datterselskab, GM Daewoo Vidamco, hvilket den har gjort siden 1998.

## Modelserier

### J100
Nubira blev i byggeserie J100 solgt mellem 1997 og 1999. Bilen blev introduceret i juni 1997 med karrosseriformerne femdørs hatchback, firedørs sedan og femdørs stationcar. Ved introduktionen fandtes bilen med to forskellige motorer og i tre forskellige udstyrsvarianter: 1.6 SE, 1.6 SX og 2.0 CDX (højeste udstyrsvariant). Såvel 1,6- som 2,0-litersmotoren kunne mod merpris bestilles med firetrins automatgear. Bilerne blev solgt med tre års fabriksgaranti op til maksimalt 100.000 km. Alle Nubira-modeller var forhjulstrukne. For denne bilklasse var standardudstyret meget omfangsrigt med f.eks. ABS, dobbelt airbag, fire elruder, el-justerbare sidespejle og centrallåsesystem med fjernbetjening.

### J150
Byggeserien J150 blev solgt mellem 1999 og 2002.
Ved det i første kvartal 1999 gennemførte facelift af Nubira blev ud over front og bagende også hele kabinen nyindrettet.
Instrumentbrættet fik i CDX-modellen træindlæg. Ligeledes blev sæderne modificeret.
Undervognen, den grundlæggende karrosseriform, motor, elsystem og drivlinie forblev stort set uændret, men hatchbackudgaven blev taget af programmet.
GM Daewoo solgte også bilen i Sydkorea som "Nubira 2".

### J190
Byggeserien J190 blev solgt mellem 2002 og 2003.
Karrosseriformen blev overtaget fra J150, mens de udvendige forskelle mest bestod i forlygterne (H4 i stedet for H1) og sideblinklysene (hvide). På stationcarmodellen blev også baglygterne modificeret. Motorerne opfyldt nu Euro3. Kabinen fik nyt indtræk og bagtil en tredje nakkestøtte.

### J200
Anden generation af Nubira fejrede sin verdenspremiere på Seoul Motor Show 2002. I Korea kom den nye model straks ud til forhandlerne under navnet Daewoo Lacetti. På Geneve Motor Show 2004 blev stationcarudgaven præsenteret og kom ud til forhandlerne fire måneder senere. Ligesom Lacetti havde Nubira flere europæiske dele. Modellen fandtes med en 1,6-litersmotor med 80 kW (109 hk) og en 1,8-litersmotor med 90 kW (122 hk).
Efter omstruktureringen af Daewoo og General Motors' nye modelpolitik, blev modellen i starten af 2005 omdøbt til Chevrolet Nubira.
I Egypten bygges Nubira fortsat under Daewoo-navnet.

## Motorer
| Model     | Ventiler | Slagvolume cm³ | Max. effekt kW (hk) / omdr. | Max. drejningsmoment Nm / omdr. | Topfart km/t |
| --------- | -------- | -------------- | --------------------------- | ------------------------------- | ------------ |
| 1.6 DOHC1 | 16       | 1598           | 78 (106) / 5800             | 142 / 3800                      | 185          |
| 1.6 DOHC2 | 16       | 1598           | 76 (103)3 / 5800            | 145 / 3400                      | 185          |
| 2.0 SOHC  | 8        | 1998           | 76 (103) / 5200             | 160 / 3000                      | 180          |
| 2.0 DOHC  | 16       | 1998           | 98 (133) / 5400             | 184 / 2400                      | 195          |

1 Euro2-motor

2 Euro3-motor

3 For Østrig 66 kW (90 hk) ved 6000 omdr./min.

## Særlige kendetegn
Daewoo tilbød som en af de få fabrikanter Nubira fra fabrikken med autogasanlæg. Gastanken med et rumfang på 60 liter LPG blev monteret i reservehjulsbrønden i stedet for reservehjulet. Bilens rækkevidde var 450 km.
- Daewoo Nubira hatchback (1997–1999)
- Daewoo Nubira sedan (1999–2002)
- Nubira sedan bagfra
- Daewoo Nubira stationcar (1999–2004)
- Daewoo Nubira
(2002–2004)
- Nubira bagfra